# Moldes (Mellid)
Moldes o San Martín de Moldes (llamada oficialmente San Martiño de Moldes) es una parroquia del municipio de Mellid, en la provincia de La Coruña, Galicia, España.

## Entidades de población
Entidades de población que forman parte de la parroquia:
- A Casilla
- Fisteos
- Fondelo
- Mirce
- Moldes de Abaixo
- San Martiño
- Teillor
- Trasfontao
- Vilar (O Vilar)

## Despoblado
- Sobradelo

## Demografía
| Gráfica de evolución demográfica de Moldes entre 2000 y 2018 |
|                                                              |
| Población de derecho según el padrón municipal del INE       |